# Ismael Sosa
Víctor Ismael Sosa (* 18. Januar 1987 in San Martín) ist ein argentinischer Fußballspieler.

## Karriere
Der  Stürmer absolvierte 29 Spiele in der türkischen Süper Lig und erzielte dort drei Tore. Sein Debüt gab er am 14. August 2010 unter Tolunay Kafkas. Nach zweieinhalbjähriger Tätigkeit für Gaziantepspor löste er zur Winterpause 2012/13 seinen Vertrag auf und wechselte zum chilenischen Verein CD Universidad Católica. 2014 ging er nach Mexiko und spielte erst bei den UNAM Pumas, ab 2016 bei den UANL Tigres und ab 2019 beim CF Pachuca. Pachuca verlieh den Argentinier zudem zum Club León. Von 2022 bis 2023 spielte der Stürmer wieder in Chile und läuft für den Everton de Viña del Mar auf. Mitte 2023 wechselte Sosa zu Ligakonkurrent Ñublense.

## Erfolge
- Mit Gaziantepspor:
  - Spor Toto Pokal (1): 2012
- Mit UANL Tigres:
  - Liga MX (2): 2016/17, 2017/18
  - Campeón de Campeones (3): 2016, 2017, 2018